# Without You (艾维奇歌曲)
《Without You》是由瑞典唱片骑师艾维奇主唱，桑德罗·卡瓦扎献唱的一首歌曲，作为迷你专辑《Avīci (01)》的主打单曲于2017年8月11日发行。该歌曲为艾维奇的第七首瑞典冠军单曲，在2017年发布时以及2018年4月艾维奇去世后两次排名第一。
2017年10月13日，官方发行了混音迷你专辑，其中包括Otto Knows、Merk & Kremont、罗伯·阿丹斯（Rob Adans）以及混音比赛胜者Notre Dame和Tokima Tokio的混音版本。
这首歌将作为由华纳动画集团制作并于2020年5月15日上映的电影《史酷比狗》的预告片中。

## 背景和反响
2016年3月，《Without You》作为艾维奇在迈阿密电音节的开幕曲，在2016年整年该单曲在全球范围内被频繁使用。2016年9月起，粉丝制作的歌曲视频可在线观看，2017年8月11日，单曲以数字音乐形式发布。
Your EDM的Jeffrey Yau曾说：“《Without You》是典型的艾维奇风格，使用了流畅，积极的旋律，带有沉重的琴弦使用感，以及为主舞台精心打造的欢快渐进浩室。简单，逍遥的歌词以及和弦的演奏，将让你从头到尾都保持微笑–这就是最好的艾维奇。”

## 曲目列表
数字音乐下载 – 混音版
1. "Without You" (Otto Knows Remix) – 3:33
2. "Without You" (Merk & Kremont Remix) – 4:20
3. "Without You" (Notre Dame Remix) – 4:05
4. "Without You" (Tokima Tokyo Remix) – 3:11
5. "Without You" (Rob Adans Remix) – 3:04
6. "Without You" (Adans Remix) – 4:17

## 榜单
| 榜单（2017年-2018年）                        | 最高排名 |
| -------------------------------------------- | -------- |
| 澳大利亚（澳大利亚唱片业协会單曲榜）         | 20       |
| 澳大利亚（澳大利亚唱片业协会舞曲榜）         | 2        |
| 奥地利（Ö3四十强单曲榜）                     | 7        |
| 比利时佛兰德（Ultratop五十强单曲榜）         | 15       |
| 比利时佛兰德（Ultratop舞曲榜）               | 4        |
| 比利时瓦隆（Ultratop五十强单曲榜）           | 15       |
| 比利时瓦隆（Ultratop舞曲榜）                 | 1        |
| 加拿大（Canadian Hot 100）                   | 62       |
| 捷克（電台百強單曲榜）                       | 1        |
| 捷克（百強數位單曲榜）                       | 2        |
| 丹麦（Tracklisten）                          | 11       |
| 欧洲（欧洲数字歌曲榜）                       | 19       |
| 芬兰（芬蘭官方單曲榜）                       | 5        |
| 芬蘭（芬兰官方电台榜）                       | 1        |
| 法国（法國唱片出版業公會單曲榜）             | 30       |
| 德國（德國官方單曲排行榜）                   | 18       |
| 匈牙利（四十強舞曲榜）                       | 9        |
| 匈牙利（四十强电台榜）                       | 4        |
| 匈牙利（四十強單曲榜）                       | 4        |
| 匈牙利（四十強串流榜）                       | 3        |
| 爱尔兰（爱尔兰唱片音乐协会单曲榜）           | 19       |
| 意大利（意大利音乐产业联盟单曲榜）           | 14       |
| 日本（Japan Hot 100）                        | 50       |
| 日本（《公告牌》海外热门榜）                 | 7        |
| 拉脱维亚（四十强单曲榜）                     | 11       |
| 荷兰（荷蘭四十強單曲榜）                     | 5        |
| 荷兰（Mega五十强单曲榜）                     | 9        |
| 荷兰（百强单曲榜）                           | 13       |
| 新西兰（新西兰唱片音乐协会熱門單曲榜）       | 1        |
| 挪威（世道單曲榜）                           | 3        |
| 波蘭（波蘭百大電台榜）                       | 7        |
| 葡萄牙（葡萄牙唱片業協會单曲榜）             | 37       |
| 罗马尼亚（罗马尼亚Airplay百强榜）            | 85       |
| 俄罗斯（Tophit電台榜）                       | 70       |
| 蘇格蘭（官方榜單公司百大單曲銷售榜）         | 10       |
| 斯洛伐克（電台百強單曲榜）                   | 8        |
| 斯洛伐克（百強數位單曲榜）                   | 5        |
| 斯洛文尼亚（SloTop50）                       | 15       |
| 西班牙（西班牙音樂製作協會）                 | 41       |
| 瑞典（瑞典最熱榜）                           | 1        |
| 瑞士（瑞士热门音乐榜）                       | 10       |
| 英國（官方榜單公司單曲榜）                   | 32       |
| 英國（官方榜單公司舞曲榜）                   | 8        |
| 美国（《告示牌》Bubbling Under Hot 100）     | 14       |
| 美國（《告示牌》Hot Dance/Electronic Songs） | 13       |

| 榜单（2017年）                    | 排名 |
| --------------------------------- | ---- |
| 奥地利（奧地利Ö3四十强音乐榜）    | 55   |
| 比利时佛兰德（Ultratop单曲榜）    | 81   |
| 比利时瓦隆（Ultratop单曲榜）      | 94   |
| 德国（官方德国榜单）              | 90   |
| 匈牙利（四十强电台榜）            | 63   |
| 匈牙利（四十强流媒体榜）          | 39   |
| 荷兰（荷兰四十强单曲榜）          | 21   |
| 波兰（波兰百强电台榜）            | 74   |
| 瑞典（瑞典最熱榜）                | 18   |
| 美国（《公告牌》舞曲/电音歌曲榜） | 54   |

| 榜单（2018年）                    | 排名 |
| --------------------------------- | ---- |
| 比利时佛兰德（Ultratop单曲榜）    | 94   |
| 丹麦（Tracklisten）               | 87   |
| 匈牙利（四十强舞曲榜）            | 18   |
| 匈牙利（四十强电台榜）            | 23   |
| 匈牙利（四十强单曲榜）            | 78   |
| 荷兰（荷兰四十强单曲榜）          | 91   |
| 瑞典（瑞典最熱榜）                | 1    |
| 美国（《公告牌》舞曲/电音歌曲榜） | 63   |

| 榜单（2019年）         | 排名 |
| ---------------------- | ---- |
| 匈牙利（四十强舞曲榜） | 88   |
| 瑞典（瑞典最熱榜）     | 36   |

## 认证
| 地區                                                       | 认证    | 认证单位/销量 |
| ---------------------------------------------------------- | ------- | ------------- |
| 奥地利（國際唱片業協會奧地利分會）                         | 金      | 15,000‡       |
| 比利时（比利時唱片音樂協會）                               | 白金    | 40,000‡       |
| 加拿大（加拿大音乐协会）                                   | 白金    | 80,000‡       |
| 丹麦（國際唱片業協會丹麥分會）                             | 白金    | 90,000‡       |
| 法国（法國唱片出版業公會）                                 | 金      | 66,666‡       |
| 德国（聯邦音樂產業協會）                                   | 白金    | 400,000‡      |
| 意大利（意大利音乐产业联盟）                               | 3× 白金 | 150,000‡      |
| 瑞典（瑞典唱片業協會）                                     | 7× 白金 | 56,000,000†   |
| 西班牙（西班牙音樂製作協會）                               | 金      | 20,000‡       |
| 英国（英国唱片业协会）                                     | 银      | 200,000‡      |
| 美国（美國唱片業協會）                                     | 金      | 500,000‡      |
| *僅含認證的實際銷量 ^僅含認證的出貨量 ‡僅含認證的+實際銷量 |         |               |